# Marcel Wunderlin
Marcel Wunderlin (* 24. März 1921 in Liestal, Kanton Basel-Landschaft; † 15. November 1987 ebenda) war ein Schweizer Grafiker, Reklameberater, Autor, Mundartdichter und Radioredaktor.

## Leben und Werk
Wunderlin liess sich an der Gewerbeschule Liestal und an der Allgemeinen Gewerbeschule Basel zum Grafiker ausbilden. Als selbständiger Grafiker arbeitete er ab 1945 fast dreissig Jahre lang in Liestal. Zudem schuf er Aquarelle, Linolschnitte und Zeichnungen. 1947 heiratete er die aus Luvinate stammende Teresa Adelma Giudici.
Wunderlin war ab 1966 freier Mitarbeiter beim Radio Basel und konnte so seinen heimat- und volkskundlichen Neigungen nachgehen. Damit wurde er so erfolgreich, dass er die Tätigkeit als Grafiker aufgab und ab 1969 fester Mitarbeiter beim Schweizer Radio in Basel wurde. Ab 1972 war Wunderlin Redaktor beim Ressort «Land und Leute». Mit seiner Musiksendung «E Chratte voll Platte» erreichte er Popularität in der ganzen deutschsprachigen Schweiz. 1986 wurde Wunderlin pensioniert.
1984 erhielt Wunderlin den Kulturförderpreis des «Kiwanis-Clubs» Liestal zugesprochen. 1986 wurde er von der Gemeinde Hausen im Wiesental mit der Johann-Peter-Hebel-Gedenkplakette geehrt. Zwei Tage vor seinem Tod schloss Wunderlin das Manuskript der Novelle unter dem Titel Giuvan – Eine Heimkehr ins Mendrisiotto ab. Diese erschien 2011 posthum durch die Herausgabe seines Sohnes Dominik Wunderlin-Baumgartner (* 1953).
1994 wurde zu Ehren des passionierten Wanderers Marcel Wunderlin ein Rundwanderweg eingeweiht. Er führt von Bubendorf über Bolzenried-Ziefen-Arxhof-Schloss Wildenstein und endet nach knapp vier Stunden Wanderzeit in Bubendorf. 2021 fand zu seinem 100. Geburtstag eine Gedenkveranstaltung im Dichter- und Stadtmuseum Liestal statt.